# Newark–World Trade Center
Newark–World Trade Center é um serviço de metrô operado pela Port Authority Trans-Hudson (PATH). É colorido em vermelho no mapa de serviço PATH e os trens neste serviço exibem luzes vermelhas. Este serviço opera da Pennsylvania Station em Newark, Nova Jérsei, até a estação World Trade Center, em Lower Manhattan, Nova Iorque, por meio dos túneis de Downtown Hudson. Operando 24 horas por dia, a rota de 14,3 km leva 22 minutos para ser concluída.
Grande parte do trecho Newark-Jersey City do serviço fica próximo ao Corredor Nordeste, usado pelos trens intercidade Amtrak e os trens suburbanos da NJ Transit; a rota atravessa a ponte das Docas de Newark, também usada por trens intermunicipais e de passageiros que viajam entre Newark e Nova Iorque. Por essas razões, a PATH é legalmente reconhecida como uma ferrovia suburbana sob a jurisdição da Administração Federal de Ferrovias, embora opere há muito tempo como um sistema de metrô.

## História

### Operação pela H&M
O serviço Newark–World Trade Center foi criado como o serviço Grove Street–Hudson Terminal, operado pela Hudson and Manhattan Railroad (H&M). Começou a operar entre a estação Grove Street em Jersey City, Nova Jérsei e o Hudson Terminal em Manhattan, a partir de 6 de setembro de 1910.:3 O serviço foi estendido para a estação Manhattan Transfer em Harrison em 1 de outubro de 1911, e então para Park Place, em Newark, em 26 de novembro do mesmo ano. Uma parada na Avenida Summit (agora estação Journal Square), localizada entre as estações Grove Street e Mnhattan Transfer, foi inaugurada em 14 de abril de 1912, como uma estação intermediária no serviço Newark–Hudson Terminal.:7 Outra estação intermediária em Harrison foi inaugurada em 6 de março de 1913.
Em junho de 1937, o ramal da estação Park Place foi fechado, e o serviço Newark–Hudson Terminal foi redirecionado para a Penn Station de Newark. A estação Manhattan Transfer também foi fechada, e a estação Harrison foi realocada.

### Operação pela PATH
A H&M foi ucedida pela Port Authority Trans-Hudson (PATH) em 1962. O Hudson Terminal foi substituído pela estação World Trade Center em 1971, durante a construção do World Trade Center.
Em 29 de abril de 1996, três trens iniciaram um serviço expresso na rota Newark–World Trade Center, reduzindo o tempo de viagem em três minutos e meio. Em 27 de outubro de 1996, o serviço expresso Newark–World Trade Center tornou-se permanente.
Quando a estação do World Trade Center foi destruída durante os ataques de 11 de setembro, que também exigiram o fechamento da estação Exchange Place, o serviço na linha Newark–World Trade Center teve de ser alterado. Nos dias de semana, os trens circulavam entre a Penn Station de Newark e a estação 33rd Street ou o no Hoboken Terminal. Nos fins de semana, os trens circulavam entre a Penn Station de Newark e a estação 33rd Street, tendo o Hoboken Terminal como parada provisória. O serviço expresso foi suspenso indefinidamente. Durante a madrugada, diariamente, os trens circulavam entre Newark e a 33rd Street via Hoboken e era o único ramal operado pela PATH durante esse período. Quando a estação Exchange Place foi reaberta em 29 de junho de 2003, o serviço operava entre Newark e essa estação diariamente, 24 horas por dia. O serviço para o World Trade Center foi restaurado em 23 de novembro do mesmo ano, quando a estação temporária foi inaugurada.
Depois que o furacão Sandy inundou o sistema da PATH em outubro de 2012, o serviço na linha foi suspenso. Durante a maioria de novembro, os trens circularam entre a Penn Station de Newark e a estação 33rd Street. O serviço Journal Square–33rd Street foi temporariamente estendido para cobrir o serviço Newark–World Trade Center. O serviço apenas durante os dias de semana na rota, foi retomado em 26 de novembro de 2012, embora que limitado, com a operação normal retornando no início de 2013. A partir de 5 de janeiro de 2019, o serviço na rota Newark–World Trade Center entre as estações Exchange Place e World Trade Center, foi suspenso durante quase todos os fins de semana até pelo menos 2020, para reparos relacionados ao furacão Sandy nos túneis de Downtown Hudson, exceto nos fins de semana de feriados. Os passageiros de Newark com destino à Nova Iorque durante esse período devem fazer baldeação para o serviço Journal Square–33rd Street (via Hoboken) nas estações Journal Square ou Grove Street. No entanto, o serviço de fim de semana foi restaurado em junho de 2020, seis meses antes do previsto.
Em junho de 2019, a Autoridade Portuária apresentou o Plano de Melhoria da PATH. Como parte do plano, cada trem na rota NWK–WTC consistirá em trens de 9 vagões, e a PANYNJ estudará propostas para estender os trens so serviço para 10 vagões. Para isso, a plataforma da estação Grove Street, será ampliada. O aumento do número de vagões, combinados com a instalação de controle de trem baseado em comunicação e a entrega de material rodante adicional, podem aumentar a capacidade do serviço em até 40%.

### Extensão do aeroporto de Newark
Em 4 de fevereiro de 2014, a Autoridade Portuária propôs um plano de 10 anos que incluía uma extensão de 4,8 km da PATH, da Penn Station de Newark até o Aeroporto Internacional de Newark, após um estudo de quase dois anos. O Conselho de Comissários aprovou o plano, incluindo a extensão ao aeroporto, em 19 de fevereiro de 2014. Os planos preveem que a extensão siga a linha do Corredor Nordeste, já existente, usada pela Amtrak e pela NJ Transit para chegar ao aeroporto, onde os passageiros podem chegar ao sistema AirTrain Newark.